# Michel Lambert (zanger)
Michel Lambert (Champigny-sur-Veude, 1610 – Parijs, 29 juni 1696) was een Franse zanger en componist.

## Biografie
Lambert werd geboren in Champigny-sur-Veude in Frankrijk. Hij kreeg zijn muzikale opleiding als misdienaar in de kapel van Gaston d'Orléans, een broer van koning Lodewijk XIII. Hij studeerde ook bij Pierre de Nyert in Parijs. Sinds 1636 stond hij bekend als zangleraar. In 1641 trouwde hij met zangeres Gabrielle Dupuis die een jaar later plotseling overleed. Hun dochter Madeleine (1643-1720) trouwde in 1662 met Jean-Baptiste Lully. Na zijn huwelijk raakte Lamberts carrière nauw verbonden met zijn schoonzus en beroemde zangeres Hilaire Dupuis (1625-1709). In 1651 verscheen hij als balletdanser aan het hof van Lodewijk XIV. Vanaf 1656 werd zijn reputatie als componist gevestigd en zijn composities werden regelmatig gedrukt door Ballard. Ze bestaan voornamelijk uit airs op gedichten van Benserade en Quinault. Hij was de meest productieve componist van airs in de tweede helft van de 17e eeuw. In 1661 volgde hij Jean de Cambefort op als 'maître de musique de la chambre du roi' en behield deze functie tot aan zijn dood. Lully was in die tijd de 'surintendant de la musique de la chambre du roi' (vanaf 1661) en muziekmeester van de koninklijke familie (vanaf 1662).
Lamberts rol als zangmeester ('maître de chant') en componist van dramatische avonden droeg bij tot de creatie van de Franse tragédie lyrique. Als zangmeester genoot hij een reputatie die blijkt uit vele getuigenissen van zijn tijd (waaronder zangers Anne de La Barre, Pierre Perrin en La Cerf de Viéville). Titon du Tillet noemt concerten in zijn huis in Puteaux, waarbij Lambert zichzelf begeleidde op het theorbo. Hij werkte ook samen met Lully bij de creatie van verschillende balletten (bijvoorbeeld Ballet des amours déguisés).

## Overlijden
Michel Lambert overleed in juni 1696 op 86-jarige leeftijd.

## Werken
- Airs du sieur Lambert, Paris, Charles de Sercy (1658)
- Les airs de Monsineur Lambert, 19 uitgezonden met dubbelspel, voor twee stemmen en basso continuo, Parijs (1660)
- Airs de Monsieur Lambert non imprimez, manuscript, Parijs (c. 1692)
- Pièces en trio pour les violons, flûtes ou hautbois, Amsterdam, Estienne Roger (1700)
- 75 airs de Monsieur Lambert (manuscript) (50 met dubbelspel), voor een stem en basso continuo (c. 1710)
- Leçons de ténèbres pour voix et basse continue manuscript (1662-1663) - opgenomen door Marc Mauillon 2017
- Leçons de ténèbres pour voix et basse continue manuscript (1689) - opgenomen door Piveteau
- 60 airs for 1 - 5 stemmen, twee instrumenten en basso continuo, Parijs (1689)
- Miserere mei Deus voor 2 - 3 stemmen en basso continuo, manuscript

- Biblioteca Nacional de España: XX4607403
- Bibliothèque nationale de France: cb138962940 (data)
- Gemeinsame Normdatei: 119401096
- International Standard Name Identifier: 0000 0001 1742 377X
- Library of Congress Control Number: n85352598
- Nationale Bibliotheek van Letland: 000038603
- MusicBrainz: ad6776c1-229c-48bd-95f4-633e4980c61e
- Nationale Bibliotheek van Tsjechië: xx0132511
- Nationale Bibliotheek van Israël: 987007448851505171
- Nederlandse Thesaurus van Auteursnamen: 096863463
- Istituto Centrale per il Catalogo Unico: DDSV053009
- LIBRIS: 214681
- SNAC: w6qz4bvv
- Système universitaire de documentation: 035729244
- Virtual International Authority File: 10033709
- WorldCat: E39PBJfhbbqTVKjDBGddPwkMT3